# Fanfan & Alexandre
Fanfan & Alexandre (Originaltitel: Fanfan) ist eine französische Filmkomödie von Alexandre Jardin aus dem Jahr 1993 mit Sophie Marceau und Vincent Perez in den Hauptrollen.

## Handlung
Die Hochzeit von Alexandre und seiner Verlobten Laure steht kurz bevor. Angesichts des Alltagstrotts, der sich nach fünf Jahren Beziehung eingeschlichen hat, verlässt Alexandre für ein Wochenende Paris, um in einem Haus am Meer Zeit für sich zu haben. Dort lernt er eines Abends die junge Fanfan kennen, deren Großmutter Maude das Haus Alexandre zur Verfügung gestellt hat. Fanfan, die einer Zirkusfamilie entstammt und Parfüm-Herstellung studiert, will im Haus ihrer Großmutter ebenfalls die Nacht verbringen. Es steht jedoch nur ein Bett zur Verfügung, das sich Fanfan und Alexandre nun notgedrungen teilen müssen. Zurück in Paris sind die Hochzeitsvorbereitungen in vollem Gange. Alexandre jedoch zeigt sich wenig euphorisch, zumal Laures Vater hofft, dass Alexandre seine Nachfolge als Bestattungsunternehmer antreten wird.
Alexandre muss sich zudem eingestehen, dass er sich in Fanfan verliebt hat. Als hoffnungsloser Romantiker will sich Alexandre den Zauber dieser Liebe auf ewig bewahren, indem er darauf verzichtet, mit Fanfan zu schlafen. Selbst ein Kuss, so glaubt er, könne seine Empfindungen abnutzen. Er will Fanfan jedoch näher kennenlernen und lädt sie daher zu einem gemeinsamen Abendessen ein. Weil er kein Geld für ein stilvolles Restaurant hat, bricht er in das Haus eines Bankiers ein und diniert dort mit ihr. Als der Bankier mit seiner Frau nach Hause kommt, geben Fanfan und Alexandre vor, das Haus gemietet zu haben. Während die Frau bereits die Nummer der Polizei wählt, erzählt Fanfan dem Bankier, dass eine Geliebte angerufen habe. Um Fanfan und Alexandre davon abzuhalten, seiner Frau von der Geliebten zu berichten, sagt der Bankier seiner Frau, dass er das Haus tatsächlich vermietet habe. Anschließend fährt Alexandre Fanfan zu einem Filmstudio, wo derzeit eine Halle als Ballsaal nach Wiener Vorbild gestaltet ist. In Kostümen des 19. Jahrhunderts tanzen sie vergnügt umher. Anschließend will Alexandre auf ihre platonische Freundschaft anstoßen. Fanfan, die stets auf mehr zwischen ihnen gehofft hat, zeigt sich enttäuscht und verlässt traurig die Halle.
Da sich Fanfan die Miete für eine neue Wohnung in Höhe von 4000 Francs nicht leisten kann, trifft Alexandre mit dem Vermieter ohne ihr Wissen eine Vereinbarung. Fanfan soll die Einraumwohnung, die früher einer Tänzerin gehörte und daher mit einer Spiegelwand ausgestattet ist, für 3000 Francs Miete bekommen, während Alexandre monatlich die restlichen 1000 Francs bezahlt. Als sich Alexandre mit Fanfan in einer Bar trifft, mischt er ihr ein Schlafmittel ins Glas und fährt sie anschließend zu Maudes Haus am Meer. Am nächsten Morgen bringt Fanfan Alexandre dazu, ihr am Strand den Rücken einzucremen. Als sie sich umdreht und halbnackt vor ihm liegt, beugt sich Alexandre zu ihr, um sie zu küssen. In diesem Moment trifft Laure unerwartet am Strand ein und berichtet Alexandre, dass sie schwanger sei. Erneut von ihm enttäuscht, gibt Fanfan Alexandre eine Ohrfeige und reist ab. Als sich herausstellt, dass Laure nur vorgegeben hat, schwanger zu sein, um Alexandre nicht an ihre Rivalin zu verlieren, will Alexandre Laure nicht länger heiraten.
Während Fanfan für zehn Tage verreist ist, zieht Alexandre in ihre Nachbarwohnung ein und baut an Stelle ihres Spiegels eine Wand mit Venezianischem Spiegelglas ein. So möchte er mit ihr leben, ohne sie berühren zu müssen. Fanfan, die versucht, Alexandre mit ihrem Studienkollegen Paul eifersüchtig zu machen, erfährt von ihrer Großmutter, dass Alexandre neben ihr wohnt und sie Tag und Nacht durch den Spiegel beobachtet. Fanfan stellt ihm schließlich ein Ultimatum. Wenn er nicht am nächsten Morgen bis zehn Uhr bei ihr ist und sie endlich berührt, wird er sie nie wiedersehen. Als Alexandre nicht zur besagten Zeit bei ihr erscheint, hinterlässt ihm Fanfan in ihrer Wohnung einen Brief und teilt ihm darin mit, dass sie bei ihrer Schwester sei. Diese hatte sich im Alter von 15 Jahren das Leben genommen. Als sich Alexandre bewusst wird, Fanfan für immer verloren zu haben, zerschießt Fanfan den Spiegel von der anderen Seite. Erleichtert, sie wohlauf zu sehen, schließt Alexandre sie in seine Arme und lässt sich ausgiebig von ihr küssen.

## Hintergrund

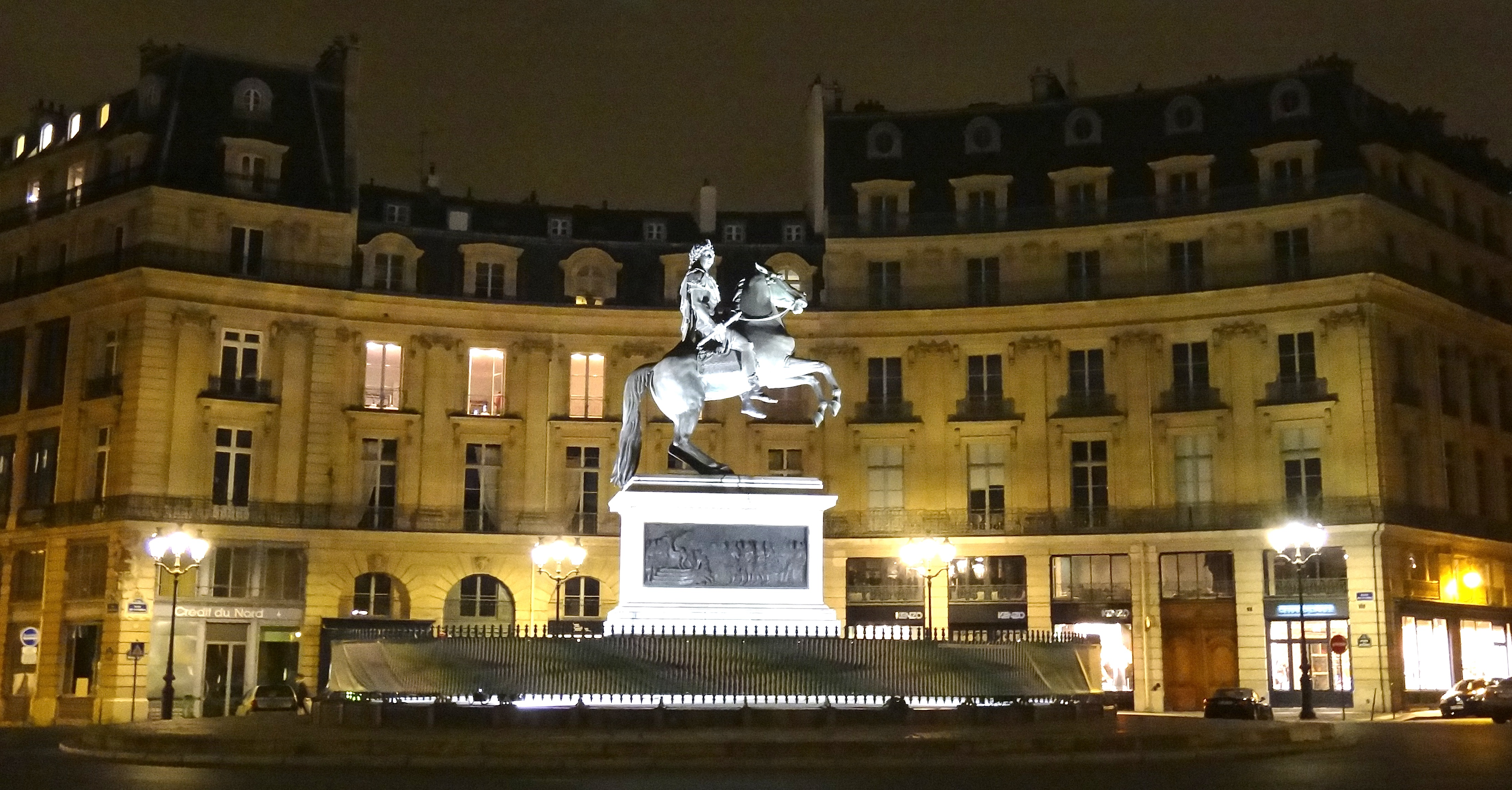
Die Place des Victoires in Paris, ein Drehort des Films

Mit seinem Regiedebüt Fanfan & Alexandre verfilmte Alexandre Jardin seinen Roman Fanfan, der 1990 veröffentlicht und in mehr als zwölf Sprachen übersetzt worden war. Die Dreharbeiten fanden hauptsächlich in Paris statt.
Fanfan & Alexandre wurde am 16. Juni 1993 in Frankreich uraufgeführt, wo die Filmkomödie mehr als eine Million Zuschauer in die Kinos lockte. In Deutschland kam der Film am 18. November 1993 in die Kinos. 2005 erschien er auf DVD.

## Kritiken
Das Lexikon des internationalen Films bezeichnete Fanfan & Alexandre als „[h]eiter-melancholische Geschichte um eine amour fou“, die „voller origineller Ideen“ sei, Chancen jedoch auch verschenkt habe. „[D]ank des erfrischenden Spiels der Hauptdarstellerin“ sei der Film insgesamt „angenehm unterhaltend“. Prisma zufolge sei es in erster Linie beiden Hauptdarstellern zu verdanken, dass es sich um „vergnüglich-unterhaltsame Kost“ handle.
Für Lisa Nesselson von Variety war Jardins Regiedebüt „eine erzwungene und nicht überzeugende romantische Komödie“, die in erster Linie durch Marceaus Zugkraft an der Kinokasse und Jardins Popularität als Romanautor in Frankreich zum Erfolg geworden sei. Der Film sei „farblos“; seine Bemühungen „magisch zu sein“ könnten allenfalls junge Teenager überzeugen. Der im Film vermittelte Denkansatz sei „ärgerlich und letztlich unromantisch“, da Alexandres Zölibat in seiner Selbstgerechtigkeit „einfach nur störrisch und fehlgeleitet“ wirke. Statt „delikater Spannungen“ zwischen den Protagonisten habe der Regisseur dem Zuschauer nur „halbgare Unbesonnenheit“ aufgetischt.

## Deutsche Fassung
| Rolle     | Darsteller       | Synchronsprecher    |
| --------- | ---------------- | ------------------- |
| Fanfan    | Sophie Marceau   | Melanie Pukaß       |
| Alexandre | Vincent Perez    | Charles Rettinghaus |
| Ti        | Gérard Séty      | Lothar Blumhagen    |
| Maude     | Micheline Presle | Bettina Schön       |